# Napa (band)
Napa, gewoonlijk gestileerd als NAPA, is een Portugese band.
Napa werd in 2013 opgericht op het Portugese eiland Madeira. Destijds heette de band nog Men on the Couch. In 2019 bracht de band een eerste album uit. In 2023 werd de naam Napa aangenomen.
De frontman van de band is Guilhermo 'Guimo' Gomes, die ook gitarist is. In Vlaanderen kreeg hij enige aandacht, omdat hij de schoonzoon is van journalist Björn Soenens.
Begin 2025 nam de band deel aan Festival da Canção, de Portugese preselectie voor het Eurovisiesongfestival. Met het nummer Deslocado won Napa, waardoor het Portugal mag vertegenwoordigen op het Eurovisiesongfestival 2025 in Bazel, Zwitserland. In de eerste halve finale kon het lied doorstoten naar de finale.
1964: António Calvário · 
1965: Simone de Oliveira · 
1966: Madalena Iglésias · 
1967: Eduardo Nascimento · 
1968: Carlos Mendes · 
1969: Simone de Oliveira · 
1971: Tonicha · 
1972: Carlos Mendes · 
1973: Fernando Tordo · 
1974: Paulo de Carvalho · 
1975: Duarte Mendes · 
1976: Carlos do Carmo · 
1977: Os Amigos · 
1978: Gemini · 
1979: Manuela Bravo · 
1980: José Cid · 
1981: Carlos Paião · 
1982: Doce · 
1983: Armando Gama · 
1984: Maria Guinot · 
1985: Adelaide Ferreira · 
1986: Dora · 
1987: Nevada · 
1988: Dora · 
1989: Da Vinci · 
1990: Nucha · 
1991: Dulce Pontes · 
1992: Dina · 
1993: Anabela · 
1994: Sara Tavares · 
1995: Tó Cruz · 
1996: Lúcia Moniz · 
1997: Célia Lawson · 
1998: Alma Lusa · 
1999: Rui Bandeira · 
2001: MTM · 
2003: Rita Guerra · 
2004: Sofia Vitória · 
2005: 2B · 
2006: Nonstop · 
2007: Sabrina · 
2008: Vânia Fernandes · 
2009: Flor-de-Lis · 
2010: Filipa Azevedo · 
2011: Homens da Luta · 
2012: Filipa Sousa · 
2014: Suzy · 
2015: Leonor Andrade · 
2017: Salvador Sobral · 
2018: Cláudia Pascoal · 
2019: Conan Osíris · 
2021: The Black Mamba · 
2022: Maro · 
2023: Mimicat · 
2024: Iolanda · 
2025: Napa